# Vij
Vij (ukrajinsky Вій, rusky Вий) je démon z ukrajinského folklóru a zároveň povídka Nikolaje Vasiljeviče Gogola na motivy této lidové pověsti, vydaná v roce 1835 ve sbírce Mirgorod. Některé motivy příběhu připomínají pohádku Spravedlivý Bohumil Boženy Němcové.

## Děj
Povídka vypráví o studentovi teologie jménem Choma Brut, který má na přání dcery setníka po tři noci po její smrti v chrámě u rakve číst modlitby. Zemřelá byla čarodějka, která se proměňovala ve zvířata a po způsobu upírů sála krev.
První noci nebožka oživla a sápala se po Brutovi, toho však ochránil magický kruh, který okolo sebe narýsoval. Ani druhé noci ho díky kruhu nemůže čarodějka vidět a třetí noci je mezi ostatní obludy přiveden Vij, démon s železnou tváří a víčky sahajícími na zem. Na její příkaz jsou jeho víčka pozvednuta a Brut, ač ho cosi varuje, aby se na Vije nedíval, na něj pohlédne a v téže chvíli je spatřen on sám a zahyne. Za úsvitu je chrám nalezen znesvěcený a plný příšer, a tak nakonec zarostl a již nebyl nalezen.

## Odraz v kultuře
Roku 1902 podle povídky napsal stejnojmennou operu český skladatel Karel Moor. Na motivy povídky bylo také natočeno několik filmů:
- Vij (1909, Вий), Rusko, režie Vasilij Michajlovič Gončarov, němý film, nedochoval se.
- Vij (1916, Вий), Rusko, režie Vladislav Alexandrovič Starevič, němý film, nedochoval se.
- Ďáblova maska (1960, La Maschera del demonio), Itálie, režie Mario Bava, na motivy povídky Vij,
- Vij (1967, Вий), Sovětský svaz, režie Konstantin Jeršov a Georgij Kropačov.
- Vij (1996, Вій), Ukrajina, režie Pavol Zarudin, animovaný film.
- Vědma (2006, Ведьма), Rusko, režie Oleg Fesenko, na motivy povídky Vij.
- Vij (2014, Вий), Rusko, Ukrajina, Česko, Německo, Velká Británie, režie Oleg Stepčenko.